# Reichshoffen
Reichshoffen je občina v departmaju Bas-Rhin francoske regije Alzacija.
Leta 1990 je v občini živelo 5 092 oseb oz. 289 oseb/km².